# 藤原定隆
藤原 定隆（ふじわら の さだたか）は、平安時代後期の公卿。藤原北家良門流、権中納言・藤原清隆の子。官位は従三位・左京大夫。

## 経歴
保延7年（1141年）従五位下・備中守に叙任される。久安4年（1148年）に従五位上に進み、久安6年（1150年）但馬守に任ぜられる。
仁平2年（1152年）加賀守に任ぜられる。仁平3年（1153年）正五位下に叙され、久寿元年12月（1155年2月）に右兵衛権佐を務め、春宮権大進を兼ねる。母が乳母を務めた近衛天皇の近臣の1人で、天皇崩御の際に天皇の居所である近衛殿から天皇の父母（鳥羽法皇・美福門院）のいる鳥羽殿に駆け込み、崩御の一報を伝えている。保元2年（1157年）従四位下・皇太后宮亮に叙任されると、丹波守・三河守・越中守・伊予守・備中守と各国の受領を歴任。応保2年（1162年）右馬頭、永万2年（1166年）左京大夫をそれぞれ兼任する。仁安2年（1167年）、後白河上皇の院別当を務め、法勝寺の千僧読経において禄を賜っている。その一方で、後白河上皇の院近臣でありながら、二条天皇期には天皇親政派であったことが知られ、二条天皇による伊勢神宮遥拝の再興に定隆が深く関与していた。
仁安3年（1168年）従三位・皇太后宮亮に叙任され公卿に列す。仁安4年（1169年）周防権守を兼ねるが、嘉応2年（1170年）10月2日に俄かに薨去した。享年37。

## 官歴
- 保延7年（1141年）正月6日：従五位下に叙す（春宮御給）。12月2日：備中守に任ず（父清隆朝臣辞伊予守申任）。
- 久安4年（1148年）7月17日：従五位上に叙す（法性寺御堂供養賞）。
- 久安6年（1150年）正月29日：但馬守に任ず。
- 仁平2年（1152年）11月30日：加賀守に任ず。
- 仁平3年（1153年）正月2日：正五位下に叙す。
- 久寿元年12月28日（1155年2月1日）：右兵衛権佐に任ず。
- 久寿2年（1155年）9月13日：春宮権大進を兼ぬ。
- 保元2年（1157年）正月24日：従四位下に叙す。両官を辞す。皇太后宮亮に任ず。
- 平治元年（1159年）10月26日：丹波守に遷る。亮如元。11月22日：正四位下に叙す（主基）。
- 永暦元年（1160年）7月7日：三河守に遷る。亮如元。
- 応保2年（1162年）10月28日：右馬頭を兼ぬ。
- 長寛2年（1164年）正月21日：越中守に遷る。頭亮如元。
- 永万元年（1165年）7月18日：伊予守に遷る。頭亮如元。
- 永万2年（1166年）正月12日：左京大夫に任ず。亮守如元。6月22日：備中守に任ず。大夫亮如元。
- 仁安元年（1166年）10月22日：備中守を止む。12月2日：皇太后宮亮を辞す。
- 仁安2年（1167年）3月23日：千僧読経に奉仕。当時、院別当を務む。
- 仁安3年（1168年）3月20日：皇太后宮亮を兼ぬ。大夫如元。8月4日：従三位に叙す（行幸院。院司）。皇太后宮亮左京大夫等如元。
- 仁安4年（1169年）正月11日：周防権守を兼ぬ（大夫勞）。4月12日：亮を止む。

## 系譜
- 父：藤原清隆
- 母：藤原家子（藤原家政の娘） - 近衛天皇の乳母。
- 妻：源盛邦の娘
  - 男子：藤原俊隆
- 生母不明の子女
  - 男子：藤原保隆
  - 女子：藤原隆子（藤原頼実室）
  - 女子：藤原親雅室